# 이성호 (법조인)
이성호(李聖昊, 1957년 ~ )는 대한민국의 법조인이다. 제12대 서울중앙지방법원장을 역임하고, 제7대 국가인권위원회 위원장을 역임했다.

## 생애
1957년에 충청북도 영동군에서 태어나 신일고등학교와 서울대학교 법학과를 나온 그는 1980년 제22회 사법시험에 합격해 1982년에 제12기 사법연수원을 수료하였다. 
판사에 임용되어 서울지방법원 의정부지원, 서울지방법원 남부지원 등을 거쳐 서울중앙지방법원장과 국가인권위원회 위원장 등을 역임하였다.
서울고등법원 형사부장으로 있을 때 황우석 박사의 줄기세포 논문조작 사건과 연쇄살인법 강호순 사건 등을 재판했으며 아람회 사건 피해자들의 재심에서 판사 선배들을 대신해 사과하며 무죄를 선고했다.
특허법원에서 재직할 때, 다수의 국제회의에 참석하고 지적재산권을 주제로 40여편의 논문을 발표하였다. 서울고등법원 수석부장판사로 있을 때 로스쿨 실무수습생과 재판연구원을 최초로 선발했다.
평창동계패럴림픽 개막식에 앞서 2018년 3월 7일에 제인 프렌티스 호주 복지서비스부 부장관, 파스칼 베리스빌 스위스 외교차관, 얀 피겔 종교의 자유에 관한 EU특사 등을 접견하면서 "장애인들의 국제경기대회인 패럴림픽이 전세계인의 축제로서 그간 스포츠를 통해 장애인들의 사회통합에 중요한 역할을 해왔다. 이번 평창동계패럴림픽은 장애인과 비장애인 모두 참여하고 즐길 수 있는 대회로 열려 장애인에 대한 편견을 해소하고 권리를 증진하는 중요한 계기가 돼야 한다"고 말했다.

## 경력
- 1980 제22회 사법시험 합격
- ~ 1982 제12기 사법연수원
- 1982 ~ 1985 육군 법무관
- 1985 ~ 1987 서울지방법원 의정부지원 판사
- 1987 ~ 1990 서울지방법원 남부지원 판사
- 1990 ~ 1992 마산지방법원 판사
- 1992 ~ 1993 부산고등법원 판사
- 1993 ~ 1995 서울고등법원 판사
- 1995 ~ 1998 대법원 재판연구관
- 1998 ~ 1999 대전지방법원 천안지원 지원장
- 1999 ~ 2000 수원지방법원 부장판사
- 2000 ~ 2002 서울지방법원 동부지원 부장판사
- 2002 ~ 2005 서울중앙지방법원 부장판사
- 2005 ~ 2006 특허법원 부장판사
- 2006 특허법원 수석부장판사
- 2006 ~ 2011 서울고등법원 부장판사
- 2007 ~ 2009대법원 지적재산권법연구회 회장
- 2011.11 ~ 2012.2 서울고등법원 수석부장판사
- 2012.2 ~ 2013.11 제8대 서울남부지방법원 법원장
- 2013.11.11 ~ 2015.7.20 제14대 서울중앙지방법원 법원장
- 2013.11 ~ 2015.07 서울특별시선거관리위원회 위원장
- 2015.08 ~ 2018.08 제7대 국가인권위원회 위원장
- 2019.01 ~ 2021.08 법무법인 우면 대표변호사
- 2020 ~ 2023 한국콜마 사외이사
  - 한국콜마 사외이사후보추천위원회 위원장
- 2020 ~ 대한상사중재원 중재인(지식재산권, 건설)
- 2021.09 ~ 법무법인 화우 고문변호사
- 2022.11 ~ 2023.04 국민의힘 당무감사위원장